# غليادين
الغليادين (Gliadin) هو بروتين سكري من فئة البرولامينات يوجد في الحبوب وخاصة القمح ويساهم في حدوث الالتهابات المعوية لدى المرضى المصابين بداء بطني وتسبب حالة اعتلال معوي بسبب الغليادين. المكون الأساسي له عو البرولامين (prolamins) ويتم فصله على أساس التنقل الكهربي وبأر متساوي التكهرب.

## مرض السيلياك
مرض سيلياك مرض مناعي، فيه يهاجم الجسم نفسه، وتحديدًا فيالأمعاء الدقيقة عند تناول الجلوتين (بروتين يوجد في بعض الحبوب كالقمح) . سبب المرض غير معروف حتى الآن، لكن توجد عوامل خطورة قد تزيد احتمالية الإصابة به.أغلب المشكلات المصاحبة للسيلياك تكون متعلقة بالنمو، وسوء التغذية؛ بسبب تضرر الأمعاء.مضاعفات السيلياك تصيب فقط الأشخاص الذي يستمرون بتناول الجلوتين. لا يوجد علاج للسيلياك، لكن يجب اتباع نظام غذائي خالٍ من الجلوتين.

## اقرأ أيضا
- غلوتين